# Selekcja (альбом)
Selekcja — комиіляційний альбом Гжегожа Цеховського під псевдонімом Obywatel G.C., виданий у 1993 році на студії звукозапису Sonic.
Всі тексти та музику написав Ґжеґож Цеховський. Він же ж виконав аранжування всіх композицій та продюсував вихід альбому.

## Список композицій
| #   | Назва                       | Тривалість |
| --- | --------------------------- | ---------- |
| 1.  | «Paryż — Moskwa 17:15»      | 5:11       |
| 2.  | «Tak długo czekam»          | 4:58       |
| 3.  | «Przyznaję się do winy»     | 6:37       |
| 4.  | «Tak… Tak… to ja»           | 3:38       |
| 5.  | «Podróż do ciepłych krajów» | 5:15       |
| 6.  | «Ani ja, ani ty»            | 4:40       |
| 7.  | «Nie pytaj o Polskę»        | 6:05       |
| 8.  | «Ja Kain, ty Abel»          | 7:24       |
| 9.  | «Tobie wybaczam»            | 7:03       |
| 10. | «Piosenka dla Weroniki»     | 5:32       |
| 11. | «Powoli spadam»             | 5:32       |
| 12. | «Umarła klasa»              | 4:29       |
| 13. | «Zasypiasz sama»            | 5:05       |

## Автори

### Музиканти
- Ґжеґож Цеховський — флейта, клавішні інструменти, акордеон, вокал
- Ян Борисєвіч — електрогітара (1,2,3)
- Мацей Хрибовіч — електрогітара, акустична гітара (10,12)
- Марцін Отрембський — електрогітара (1,4,5,6,7)
- Збігнев Кживаньський — електрогітара (9,12,13)
- Джон Портер — акустична гітара (4,5,6,7)
- Кшиштоф Сцєраньський — бас-гітара (1,2,3,4,5,6,7,10,12)
- Павел Сцєраньський — електрогітара (3)
- Станіслав Зибовський — гітара (8)
- Лешек Біолік — бас-гітара (9)
- Войцех Кароляк — орган (4,5,6,7)
- Збігнев Веґехаупт — контрабас (11)
- Хосе Торрес — перкусія (1,2,3,4,5,6,7,9)
- Кшиштоф Завадський — перкусія (1,2,3)
- Марек Сужин — перкусія (4,5,6,7)
- Януш Сковрон — акордеон (1)
- Януш Титман — мандоліна (1)
- Міхал Урбаняк — саксофон (3)
- Адам Вендт — саксофон (4,5,6,7)
- Рафал Пачковський — клавішні інструменти (1,2,3,4,5,6,7)
- Славомір Півовар — клавішні інструменти (8)
- Стівен Еллері — саксофон (9,10,11,12)
- Вальдемар Курпіньський — кларнет (9,10,11,12)
- Роберт Маєвський — труба (9,10,11,12)
- Томаш Станько — труба (4,5,6,7)
- Славомір Цєсєльський — перкусія (9)
- Амадеуш Маєрчик — перкусія (12)
- Уршула — вокал (8)
- Кая — вокал (11,12,13)
- Малґожата Потоцка — вокал (5,6,10,13)
- Аґнєшка Коссаковска — вокал (5)
- Борис Зомершаф — вокал (9)
- Лех Каміньський — костельний орган (8)
- Струнний квартет в складі (11):
  - Пйотр Ґрабовіч
  - Марек Янковський
  - Шимон Садовський
  - Анджей Саросєк

### Персонал
- Рафал Пачковський — програмування, реалізація запису (1-8)
- Лех Каміньський — реалізація запису (9-12,13)
- Єжи Толяк — загальне керівництво
- Анджей Сьвєтлік — фото
- Алек Янушевський — графічний проєкт